# Escola de Belas Artes da Universidade Federal do Rio de Janeiro
A Escola de Belas Artes é, atualmente, uma unidade do Centro de Letras e Artes da Universidade Federal do Rio de Janeiro, Rio de Janeiro, Brasil. Fundada oficialmente em 1816, a escola já foi chamada por diversos nomes e funcionou ora como instituição independente, ora integrando outras instituições. Desde sua fundação, sua história reflete as transformações registradas pela história do Brasil, e a escola constitui um dos mais importantes organismos culturais deste país.

## História

### Antecedentes e Escola Real de Ciências, Artes e Ofícios
Em 20 de novembro de 1800, por carta régia, foi estabelecida no Rio de Janeiro, por ordem do Príncipe Regente, a Aula Prática de Desenho e Figura, a primeira medida concreta para a evolução do ensino de artes na Colônia, dada por meio de sua sistematização e pela difusão e fixação da arte em si.
Em 12 de agosto de 1816, D. João, já soberano do Reino Unido, por Decreto, criou a Escola Real de Ciências, Artes e Ofícios, sob orientação de Joachim Lebreton, membro da Missão Artística Francesa, sendo implantada oficialmente a educação artística no Brasil.

### A Academia Imperial de Belas Artes
Em 5 de novembro de 1826 foi inaugurada a Academia Imperial de Belas Artes pelo imperador dom Pedro I, em prédio projetado por Grandjean de Montigny no becco das bellas artes no Rio de Janeiro, situado próximo ao Rossio, atual praça Tiradentes, no centro da cidade do Rio de Janeiro. O edifício, um dos marcos da arquitetura neoclássica no Brasil, seria demolido em 1938, durante o Estado Novo por decreto de Getúlio Vargas. hoje em seu lugar estando um estacionamento.
As origens de sua fundação são devido à morte de Lebreton, em 1819, e sua substituição na direção da Academia pelo pintor português Henrique José da Silva.

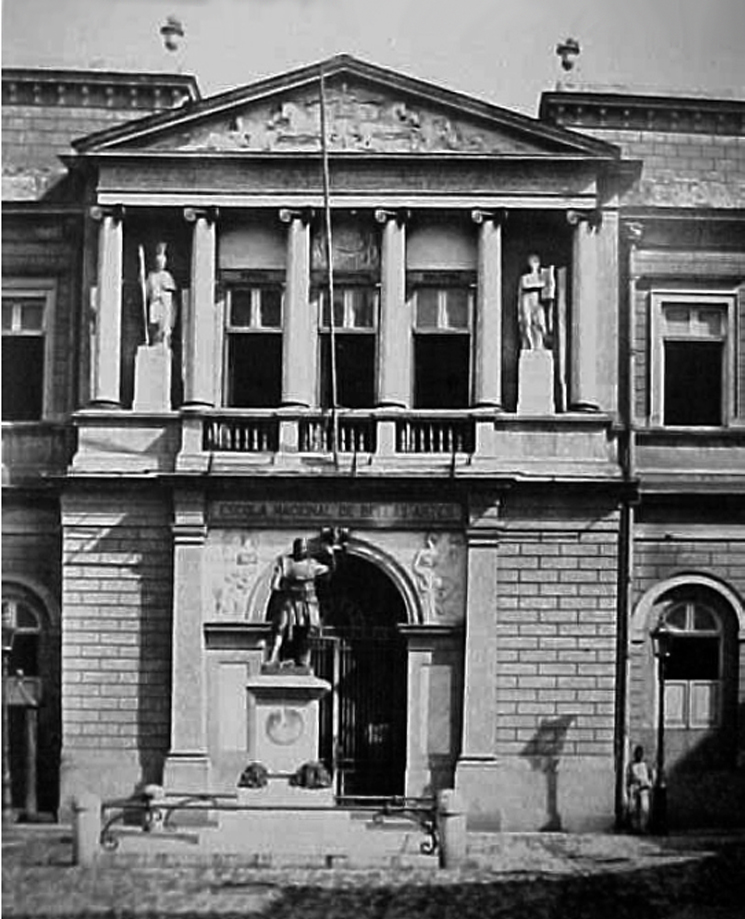
Entrada da Academia Imperial de Belas Artes, em 1891. Fotografia de Marc Ferrez.

O nome e a concepção da instituição seriam modificados em 1820, antes dela ser definitivamente batizada de Academia Imperial de Belas Artes, em dezembro de 1824, quando ainda não havia sido inaugurada.

### A Escola Nacional de Belas Artes
Com a Proclamação da República (1889), a partir de 8 de novembro de 1890, a Academia Imperial de Belas Artes foi transformada em Escola Nacional de Belas Artes.
Em 1931, a escola passou a integrar a Universidade do Rio de Janeiro e, em 1937, a Universidade do Brasil.
Em 1949, foi introduzida a disciplina de Indumentaria Histórica, pela cátedra Sophia Jobim, sendo da primeira da área na América do Sul.

### Escola de Belas Artes
Em 1965, teve o seu nome novamente alterado mais uma vez, quando passou a chamar-se apenas Escola de Belas Artes, incorporada a Universidade Federal do Rio de Janeiro.
Atualmente a EBA é dirigida pelo professora Madalena Ribeiro Grimaldi, tendo como vice-diretor o professor Hugo Borges Backx.

## Museu Dom João VI
O Museu da Escola de Belas Artes D. João VI da Universidade Federal do Rio de Janeiro (MEBADJVI) foi criado em 1979 para preservar a memória do ensino artístico oficial e de fomentar o estudo e a pesquisa da História da Arte Brasileira.
A criação do museu foi uma resposta à necessidade da criação de um espaço institucional de preservação do patrimônio e memória do ensino de arte, reunindo a produção da Academia Imperial de Belas Artes, da Escola Nacional de Belas Artes e parte da história recente da Escola de Belas Artes.
O museu abriga dois acervos distintos, sendo um de obras de arte e o outro de documentos, fontes primárias indispensáveis para o desenvolvimento de estudos e projetos de pesquisa em arte, quer no campo teórico, quer no aplicado.
Ambos os acervos são o resultado do patrimônio acadêmico produzido pela Escola no período compreendido, principalmente, entre 1820 e 1920. Suas coleções reúnem a evolução e a produção artística dos séculos XIX e XX no Brasil e, em especial, no Rio de Janeiro, e reúne produções das escolas europeias (Itália, França, Países Baixos, Espanha e Portugal) datadas a partir do século XVI.

## Registro de direitos autorais
A seção de Direitos Autorais da Escola de Belas Artes funciona desde 1917 e reúne 45 mil obras registradas. Entre estas, encontram-se obras de grandes nomes como Walt Disney, Mauricio de Sousa e H. Stern. E hoje atualmente ela é uma das instituições aceitas pelo ECAD (Escritório Central de Arrecadação e distribuição que é patrimônio dos titulares de direitos autorais). Para o registro de obras somente ligadas a artes visuais como desenhos, pinturas, esculturas, logotipos e outras artes visuais.

## Projeto Memória EBA
O projeto de pesquisa Memória EBA foi criado no ano de 2006 pelo professor Murillo Mendes Guimarães e, é uma iniciativa sem fins lucrativos, cujo principal objetivo é resgatar e divulgar a memória artística e cultural da Escola de Belas Artes mediante pesquisas que envolvem importantes nomes que já passaram pela EBA e que hoje são grandes referências no Brasil e no mundo.

## Homenagens
A Escola de Samba São Clemente fez, em 2018, uma homenagem à Escola de Belas Artes, com o enredo "Academicamente Popular".

## Membros Ilustres
Diversos passaram pela Escola (Nacional) de Belas Artes, destacando-se:
- Almeida Junior
- Antonio Sérgio Benevento
- Attilio Corrêa Lima
- Béthencourt da Silva
- Calmon Barreto
- Cândido Portinari
- Carlos Bastos
- Cícero Dias
- Eliseu Visconti
- Félix Émile Taunay
- Franz Weissmann
- Henrique Cavalleiro
- Leandro Vieira
- Lúcio Costa
- Lygia Pape
- Oscar Niemeyer
- Pedro Alexandrino
- Pedro Américo
- Roberto Burle Marx
- Rodolfo Amoedo
- Rodolfo Bernadelli
- Sophia Jobim
- Vitor Meirelles